# Chadiza
Chadiza é uma cidade e um distrito da Zâmbia, localizados na província Oriental